# Langrickenbach
Langrickenbach es una comuna suiza del cantón de Turgovia, situada en el distrito de Kreuzlingen. Limita al norte con la comuna de Münsterlingen, al este con Altnau y Güttingen, al sur con Sommeri y Erlen, y al oeste con Birwinken y Lengwil.

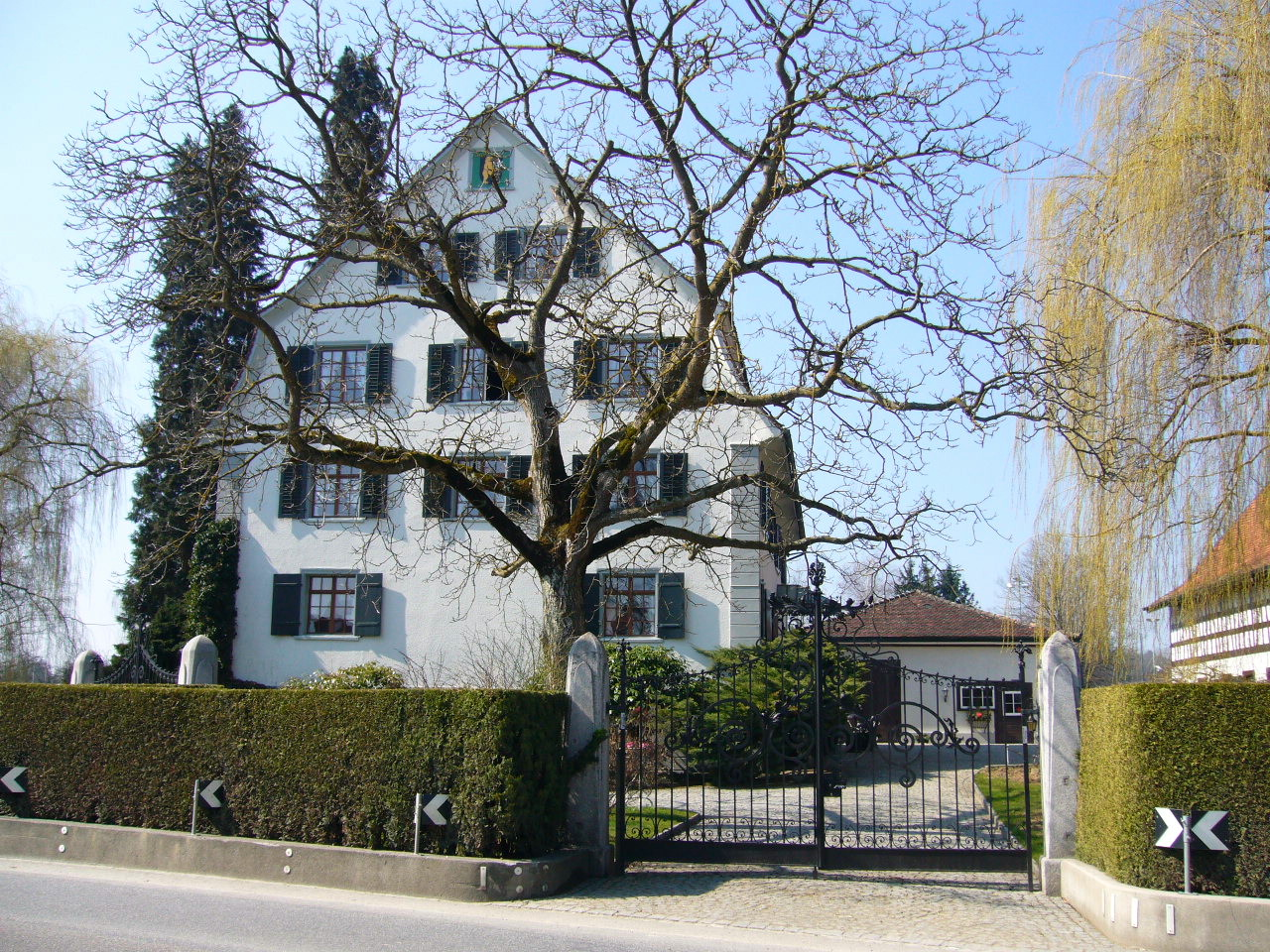
Herrenhof en Langrickenbach.